# Атабаска (озеро)
Атаба́ска (англ. Lake Athabasca, фр. Lac Athabasca) — крупное пресноводное озеро в провинциях Саскачеван и Альберта, Канада, между 58° и 60° северной широты.

## Этимология
На языке индейцев племени кри Атабаска — «место встречи многих вод».

## Общие сведения
Озеро имеет ледниково-тектоническое происхождение, занимает площадь 7850 км² и имеет наибольшую глубину 124 м. Его длина 330 км, а ширина от 10 до 50 км, это крупнейшее и глубочайшее озеро в Альберте и Саскачеване, восьмое по величине в Канаде. Вода из озера, вытекая через Невольничью реку и Макензи, попадает в Северный Ледовитый океан. Форт-Чипевьян, старейшее европейское поселение в Альберте, расположен на западном берегу озера, там где на север начинает течь Невольничья река. Около озера Атабаска находится несколько менее крупных водоёмов: Тазин (на севере), Клэр (на западе) и Блэк-Лейк (на востоке).
Добыча урана и золота на северном берегу привела к возникновению посёлка Ураниум-Сити, в котором поселились горнорабочие с семьями. Добыча прекратилась в 1980-е годы, но северное побережье до сих пор испытывает неблагоприятное влияние загрязнения.
Песчаные дюны, прилегающие к южному берегу, являются крупнейшими подвижными песчаными дюнами в мире севернее 58°. В 1992 году дюны названы «Провинциальным парком дикой природы».
В озере Атабаска обитает 23 вида рыб, в том числе северная щука, судак, арктический голец, озёрная форель, в 1961 году здесь с помощью жаберной сети с глубины была поймана форель с рекордным весом 46,3 кг.